# 533
| [ Edytuj tabelę ]          |                                                                 |
| Król Aksum                 | - 520 Kaleb 540                                                 |
| Cesarz Bizancjum           | - 527 Justynian I Wielki 565                                    |
| Cesarz Chin                | - 502 Liang Wudi 549                                            |
| Król Essexu                | - 527 Aescwine 587                                              |
| Król Franków               | - 511 Childebert I 558 - 511 Teuderyk I 534 - 511 Chlotar I 561 |
| Król Kentu                 | - 522 Eormenric 560                                             |
| Patriarcha Konstantynopola | - 520 Epifaniusz 535                                            |
| Władca Korei               | - 531 Anwŏn 545                                                 |
| Król Mercji                | - 501 Cnebba (?) 566                                            |
| Król Munsteru              | - 527 Crimthann 547                                             |
| Król Ostrogotów            | - 526 Atalaryk 534 - 526 Amalasunta (regentka) 534              |
| Papież                     | - 533 Jan II 535                                                |
| Król Persji                | - 531 Chosrow I 579                                             |
| Król Wandalów              | - 530 Gelimer 534                                               |
| Król Wessexu               | - 519 Cerdic 534                                                |
| Król Wizygotów             | - 531 Teudis 548                                                |

Rok 533 / DXXXIII
stulecia: V wiek ~
VI wiek ~
VII wiek

lata: 523 «
528 «
529 «
530 «
531 «
532 «
533
» 534
» 535
» 536
» 537
» 538
» 543

## Wydarzenia
- 2 stycznia – Jan II został papieżem[1].
- 13 września – wojna Cesarstwa Bizantyńskiego z Wandalami: siły Bizancjum odniosły zwycięstwo w bitwie pod Ad Decimum.
- 15 września – wojna Cesarstwa Bizantyńskiego z Wandalami: wódz bizantyjski Belizariusz zdobył Kartaginę.
- 21 listopada – opublikowano Instytucje Justyniana, podręcznik prawa rzymskiego będący częścią Kodeksu Justyniana (Corpus Iuris Civilis: pełna kodyfikacja prawa rzymskiego została ukończona w 536).
- 15 grudnia – wojska bizantyjskie pokonały Wandalów w bitwie pod Trikamarum.
- Lądowanie Belizariusza w Afryce.
- Synod w Orleanie, na którym ustalono, że kobiety nie mogą brać udziału w hierarchii kościelnej i nie mogą otrzymywać święceń kapłańskich.

## Zmarli
- 1 stycznia — Fulgencjusz z Ruspe, chrześcijański pisarz, święty katolicki
- 13 stycznia — święty Remigiusz
- Hilderyk, król Wandalów w latach 523-530